# Collocaliodes dracoena
Collocaliodes dracoena là một loài bướm đêm thuộc phân họ Arctiinae, họ Erebidae.